# Ackerman (Mississippi)
Ackerman település az Amerikai Egyesült Államok Mississippi államában, Choctaw megyében, melynek megyeszékhelye is. Lakosainak száma 1594 fő (2020. április 1.).

## Népesség
A település népességének változása:

| 2010 | 1 510 |
| 2020 | 1 594 |